# Papiro 65
O Papiro 65 ({\displaystyle {\mathfrak {P}}}65) é um antigo papiro do Novo Testamento que contém fragmentos dos capítulos um e dois da Primeira Epístola aos Tessalonicenses (1:3-2:1.6-13).